# 대구광역시의 고등학교 목록
다음 목록은 대구광역시에 있는 고등학교 목록이다.

## 가
강동고등학교 ·  강북고등학교 ·  경덕여자고등학교 ·  경명여자고등학교 ·  경북고등학교 ·  경북공업고등학교 ·  경북기계공업고등학교 ·  경북대학교 사범대학 부설고등학교 ·  경북여자고등학교 ·  경북여자상업고등학교 ·  경북예술고등학교 ·  경상고등학교 ·  경상공업고등학교 ·  경상여자고등학교 ·  경신고등학교 · 경원고등학교 ·  경일여자고등학교 ·  경화여자고등학교 ·  계성고등학교 ·  구암고등학교 ·  군위고등학교

## 나
능인고등학교

## 다
다사고등학교 ·  달구벌고등학교 ·  달서고등학교 ·  달성고등학교 ·  대건고등학교 ·  대곡고등학교 ·  대구고등학교 ·  대구공업고등학교 ·  대구과학고등학교 ·  대구과학기술고등학교 ·  대구관광고등학교 ·  대구국제고등학교 ·  대구남산고등학교 ·  대구농업마이스터고등학교 ·  대구동부고등학교 ·  대구보건고등학교 ·  대구상원고등학교 ·  대구소프트웨어마이스터고등학교 ·  대구여자고등학교 ·  대구여자상업고등학교 ·  대구외국어고등학교 ·  대구일과학고등학교 ·  대구일마이스터고등학교 ·  대구전자공업고등학교 ·  대구제일고등학교 ·  대구제일여자상업고등학교 ·  대구중앙고등학교 ·  대구체육고등학교 ·  대구하이텍고등학교 ·  대구혜화여자고등학교 ·  대륜고등학교 ·  대원고등학교 ·  대중금속공업고등학교 ·  대진고등학교 ·  덕원고등학교 ·  도원고등학교 ·  동문고등학교 ·  매천고등학교

## 바
비슬고등학교

## 사
상서고등학교 ·  상인고등학교 ·  성광고등학교 ·  성산고등학교 ·  성서고등학교 ·  성화여자고등학교 ·  송현여자고등학교 ·  수성고등학교 ·  시지고등학교 ·  신명고등학교 ·  심인고등학교

## 아
영남고등학교 ·  영남공업고등학교 ·  영송여자고등학교 ·  영신고등학교 ·  영진고등학교 ·  오성고등학교 ·  와룡고등학교 ·  운암고등학교 ·  원화여자고등학교

## 자
정동고등학교 ·  정화여자고등학교 ·  조일고등학교

## 차
청구고등학교 ·  칠성고등학교

## 파
포산고등학교

## 하
학남고등학교 ·  함지고등학교 ·  현풍고등학교 ·  협성고등학교 ·  호산고등학교 ·  화원고등학교 ·  효령고등학교 ·  효성여자고등학교